# Cella di convezione
In fluidodinamica, la formazione di una cella di convezione è il fenomeno che avviene quando si instaurano differenze di densità all'interno della massa di un liquido o di un solido. Le differenze di densità danno luogo a correnti ascendenti o discendenti che sono la caratteristica principale di una cella di convezione.

## Processo
Quando un volume di fluido viene riscaldato, si espande, diventa meno denso e tende a risalire nell'ambiente circostante. D'altra parte La componente più fredda e densa del fluido tende a scendere al di sotto della componente più calda. Questo innesca il moto chiamato convezione, e la massa di fluido in movimento va a formare una cella di convezione. La situazione in cui uno strato orizzontale di fluido viene riscaldato dal basso, viene chiamata convezione di Rayleigh-Bénard.
La convezione richiede normalmente la presenza di un campo gravitazionale, ma esperimenti eseguiti in situazione di microgravità hanno mostrato che la convezione termica avviene anche in condizioni di assenza di gravità.
I fluidi sono materiali che esibiscono proprietà collegate al flusso, ma questo comportamento non è esclusivo dei liquidi. Comportamenti fluidi si possono 
osservare anche nei gas e in taluni casi in solidi come la sabbia, la ghiaia o le rocce durante la caduta massi.

## Meteorologia
In meteorologia, una cella di convezione è un elemento importante nella formazione delle nubi, ed è collegata al rilascio e trasporto di energia. L'aria nel suo movimento sul terreno tende ad assorbire calore; diminuisce quindi di densità e tende a salire verso l'alto nell'atmosfera. Nel corso della risalita, incontra zone a temperatura e pressione più bassa e non è più in grado di contenere tutta l'umidità che aveva raccolto alle altitudini più basse. A questo punto rilascia l'eccesso di umidità sotto forma di pioggia. Durante questo processo si raffredda, per cui aumenta di densità e ricade verso il basso innestando un nuovo ciclo atmosferico.
Celle di convezione si possono formare in ogni fluido, nell'atmosfera terrestre (dove sono chiamate celle di Hadley), nell'acqua in ebollizione, nel brodo o nelle minestre (dove le celle si possono identificare nel sollevamento e trasporto di pasta o riso), negli oceani e sulla superficie del Sole. La dimensione delle celle di convezione è in gran parte determinata dalle proprietà del fluido, in particolare dalla sua densità. La formazione di celle di convezione può avvenire anche se il riscaldamento del fluido è uniforme.
La massa di un fluido in risalita per effetto della convezione, tende a perdere calore quando incontra una superficie più fredda; lo scambio di calore con il fluido a temperatura più bassa può avvenire per trasferimento diretto o per irraggiamento, come è il caso dell'atmosfera terrestre. La perdita di calore della cella di convenzione provoca un aumento della sua densità rispetto al fluido sottostante che è ancora in risalita. Poiché non può ridiscendere passando attraverso il fluido in risalita, tende a spostarsi di lato fino a che la sua pressione riesce a superare la forza del fluido ascendente e quindi può iniziare a scendere. Nella fase di discesa si scalda nuovamente per contatto diretto o conduttività e il processo può ricominciare.

## Atmosfera terrestre
L'aria calda ha una densità inferiore a quella fredda e tende pertanto a risalire nell'atmosfera passando attraverso gli strati più freddi, in mod simile a quello che fanno i palloni atmosferici.
Le nubi si formano in seguito alla risalita di aia calda e ricca di umidità attraverso gli strati di aria fredda. L'aria calda e umida tende a raffreddarsi nel corso della risalita, fino a provocare la condensazione dell'umidità atmosferica. La condensazione provoca il rilascio di energia collegato al calore latente di vaporizzazione, che permette alla massa d'aria in risalita di raffreddarsi un po' meno dell'aria circostante e di continuare il suo ascendente.
In caso di sufficiente instabilità atmosferica, il processo può continuare fino alla formazione di cumulonembi, che supportano la formazione di fulmini e tuoni. Generalmente i temporali richiedono tre condizioni per la loro formazione: umidità, una massa d'aria instabile e una forza che spinge verso l'alto (calore).
I temporali, indipendentemente dalla loro tipologia, passano attraverso tre stadi: lo sviluppo, la maturità e lo stadi finale di dissipazione. Un temporale di medie dimensioni ha un diametro di 24 km.
In funzione delle condizioni presenti nell'atmosfera, queste tre condizioni possono richiedere una trentina di minuti per il loro completamento.

## Fotosfera solare
Anche la fotosfera solare è composta da celle di convezione chiamate granuli; ogni granulo è una tempesta di plasma (gas ionizzato) ad altissima temperatura, larga da 500 a 1000 km, al centro della quale del plasma caldo sale dall'interno della stella, raffreddandosi e ricadendo ai bordi per moto convettivo.
Un singolo granulo ha una vita media di soli 8 minuti, ma se ne formano di nuovi continuamente. I granuli possono raggrupparsi per formare dei supergranuli con diametri fino a 30000 km, capaci di resistere fino ad un giorno. La granulazione resta una delle prove fondanti della presenza di moti convettivi all'interno del Sole, mentre non sappiamo d'altra parte se queste formazioni si trovino anche su altre stelle, perché sono troppo piccole per essere viste.